# 有声唇歯破擦音
有声唇歯破擦音（ゆうせい しんし はさつおん、英: Voiced labiodental affricate、国際音声記号: [b̪͡v]）は、有声唇歯閉鎖音 [b̪] として開始され、有声唇歯摩擦音 [v] として放出される稀な破擦音である。

## 特徴
有声唇歯破擦音の特徴:
- 調音方法は破擦であり、これは初めに気流を完全に妨げ、次に調音の位置で狭窄された流路を通って空気が流れることができるようにする（これによって乱流が生じる）ことで生み出されることを意味する。
- 閉鎖要素の2つの変種が存在する:
  - 両唇- 。これは、上下の唇を使って調音されることを意味する。この閉鎖要素を持つ破擦音は「両唇・唇歯」と呼ばれる。
  - 唇歯- 。これは、下唇と上歯を使って調音されることを意味する。
- この破擦音の摩擦要素は唇歯的であり、下唇と上歯を使って調音される。
- 発声は有声であり、これは調音の間に声帯が振動することを意味する。
- 口音であり、これは空気が口だけから抜けることができることを意味する。
- 中線音であり、これは舌の側面ではなく、中央に沿って気流を導くことによって生み出されることを意味する。
- 気流機構は肺臓的であり、これは、ほとんどの音と同様に、肺と横隔膜だけで空気を押すことによって調音されることを意味する。

## 存在
| 言語             | 言語                                 | 単語                | IPA                    | 意味         | 注記 |
| ---------------- | ------------------------------------ | ------------------- | ---------------------- | ------------ | --- |
| オランダ語       | オルスマール＝グッセンホーフェン方言 | vèès                | [b̪͡vɛːs]                | 'ねじ'       | 唇歯音; /v/ の時折現われる異音; 分布は不確か。                                                               |
| イタリア語       | 一部の中南部方言s                    | in vetta            | [iɱˈb̪͡vet̪t̪ä]            | '頂点で'     | 唇歯音; 鼻音の後での /v/ の異音。                                                                            |
| ルクセンブルク語 | ルクセンブルク語                     | Kampf am Ënnergrond | [ˈkʰɑmb͡v ɑm ˈənɐɡʀont] | '地下の戦い' | ドイツ語からの借用語において、母音で始まる単語の前の語末でのみ（単語間に休止を置かず発音される時に）生じる。 |
| ンギティ語       | ンギティ語                           | abvɔ                | [āb̪͡vɔ̄]                 | '棘のある蔦' | 頻度は低いものの [b͡β]                                                                                        |
| ツォンガ語       | XiNkuna方言                          | shilebvu            | [ʃileb̪͡vu]              | '顎'         | |